# DJ Blackskin
DJ Blackskin (* 2. Oktober 1982 als Oliver Wohlrab in Kassel) ist ein Hip-Hop- und R’n’B-DJ aus Vellmar bei Kassel.
Bekannt wurde er im Jahre 2007 durch seine Single Let The Music Play, die es in die Top 100 der deutschen Musik-Charts sowie auf Platz 3 der deutschen Black-Charts schaffte. Auf Platz 2 der deutschen Black Charts schaffte es seine Single Tooty Frooty.

## Geschichte
Blackskin begann seine Karriere im Jahr 2000 als DJ in diversen Kasseler Diskotheken und Clubs. Bereits zwei Jahre später wurde er überregional gebucht und legte ebenso auf Veranstaltungen in Schweinfurt auf, wodurch er seinen Bekanntheitsgrad steigerte.
Seit 2004 ist er nach eigenen Angaben einer der meist gebuchten Black-Music DJs in Deutschland, bis er es drei Jahre später mit seiner Single Let The Music Play auf Platz 73 der deutschen Single-Charts schaffte.
Im Jahre 2008 wurde er von Detlef D! Soost zum Popstars-Finale eingeladen, auf dem er mit sechs ausgesuchten Singles auftrat. Bereits ein Jahr darauf gründete Blackskin sein eigenes Musiklabel mit seiner Firma Clubstarz Entertainment.

## Diskografie
- Let The Music Play (2007; feat. G-Va & Nate Da Great)
- Tooty Frooty (2007; feat. Nate Da Great)
- Bounce With Me (2010; feat. Clientel & G-Va)
- Best Friend (2011; feat. Summer Davis)
- Dem Gurl (2011; feat Kayna)

## Trivia
Blackskin interessiert sich sehr für den Eishockeysport und hatte als Kind den Traum in der National Hockey League zu spielen. Zwar blieb ihm dieser Traum verwehrt, doch ist er Sympathisant der Kassel Huskies aus der Deutschen Eishockey Liga. Zur Endrunde der Spielzeit 2007/08 produzierte er einen Song mit dem Titel „Huskies Jump Off 2008“, der bei den Heimspielen der „Schlittenhunde“ zu hören war und seine Beihilfe für den Gewinn der Zweitliga-Meisterschaft ausdrücken sollte.